# Вајт Пиџон (Мичиген)
Вајт Пиџон (енгл. White Pigeon) град је у америчкој савезној држави Мичиген.

## Демографија
По попису из 2010. године број становника је 1.522, што је 105 (-6,5%) становника мање него 2000. године.
| Група             | 2000.         | 2010.         |
| Белци             | 1.528 (93,9%) | 1.389 (91,3%) |
| Афроамериканци    | 3 (0,2%)      | 5 (0,3%)      |
| Азијати           | 9 (0,6%)      | 8 (0,5%)      |
| Хиспаноамериканци | 42 (2,6%)     | 79 (5,2%)     |
| Укупно            | 1.627         | 1.522         |